# Olga Fatkulina
Olga Aleksandrovna Fatkulina (ryska: Ольга Алексаднровна Фаткулна), född den 23 januari 1990 i Tjeljabinsk, Ryska SFSR, Sovjetunionen är en rysk skridskoåkare.
Hon tog OS-silver på damernas 500 meter vid de olympiska skridskotävlingarna 2014 i Sotji.
I februari 2014 erhöll hon Fäderneslandets förtjänstordens medalj av första klassen.